# Johannes Dantiscus
Johannes Dantiscus, noto in italiano anche come Giovanni Dantisco (Danzica, 1º novembre 1485 – Lidzbark, 10 maggio 1548), è stato un poeta e umanista polacco, vescovo di Chełmno e poi di Varmia.

## Biografia
Fu ambasciatore di Sigismondo I Jagellone, re di Polonia, che nel 1515 accompagnò a Vienna.
L'imperatore Massimiliano I d'Asburgo nel 1516 gli concesse patenti di nobiltà, gli conferì il titolo di dottore e lo laureò poeta.
Abbracciò lo stato ecclesiastico: fu canonico, poi vescovo di Chełmno dal 1530 al 1538 e infine di Varmia dal 1538 alla morte.
Tenne rapporti con (tra gli altri) Erasmo da Rotterdam e scrisse componimenti di carattere politico, alcuni in lingua latina e altri in lingua polacca. Di lui si ricordano il poema De nostrorum temporum calamitatibus Silva, alcuni testi religiosi (tra cui alcuni inni) ed Elegia amatoria, raccolta dall'evidente ispirazione ovidiana.
Ebbe una figlia naturale che fu madre del carmelitano scalzo Jerónimo Gracián.

## Genealogia episcopale e successione apostolica
La genealogia episcopale è:
- Vescovo Jan Konarski
- Arcivescovo Andrzej Krzycki
- Vescovo Jan Dantyszek

La successione apostolica è:
- Vescovo Tiedemann Giese (1538)